# Poumulinuku Onesemo
Toelupe Poumulinuku Onesemo est un homme politique samoan.

## Biographie
Originaire de l'île d'Upolu, il obtient une licence Bachelor of Science en mathématiques et sciences physiques de l'université du Pacifique Sud à Suva, aux Fidji, puis est diplômé du Collège de formation des enseignants de l'enseignement secondaire des Samoa, se spécialisant dans l'enseignement des mathématiques et des sciences, et devient enseignant aux Samoa et aux Samoa américaines durant les années 1990,,. Il obtient ensuite une bourse pour étudier à l'université de Nouvelle-Galles du Sud à Sydney, en Australie, où il obtient une licence en ingénierie civile puis un diplôme de Master en sciences de l'ingénierie,. Dans le même temps, il est prédicateur laïc à l'Église chrétienne congrégationaliste des Samoa de Sydney.
Il travaille pour des entreprises d'ingénierie à Sydney et à Brisbane, puis retourne aux Samoa où il est employé dans la haute fonction publique comme directeur de l'Agence de Planification et de Gestion urbaine, dépendant du ministère des Ressources naturelles et de l'Environnement. De 2015 à 2018 il est directeur de l'administration du ministère des Travaux publics, des Transports et des Infrastructures.
Candidat pour le parti de centre-droit FAST aux élections législatives de 2021, il est très largement élu député de la 1re circonscription du village de Falealili à l'Assemblée législative des Samoa,. Le 24 mai, la Première ministre Fiame Naomi Mata'afa le nomme ministre des Technologies de l'information et de la communication, ministre de la Poste, et ministre chargé des Relations avec l'Assemblée législative. En raison de la crise politique qui secoue le pays, ce n'est toutefois que le 27 juillet que le gouvernement entre en fonction,,.
Début janvier 2025, le président du parti FAST, Laauli Leuatea Schmidt, est inculpé pour faux, harcèlement, diffamation et entrave à la justice. La Première ministre le limoge alors de son poste de ministre de l'Agriculture. Toelupe Poumulinuku Onesemo prend parti pour son collègue déchu, et informe la Première ministre qu'il ne peut plus la soutenir. De ce fait, Fiame Naomi Mata'afa le limoge à son tour du gouvernement le 14 janvier,.